# Mühlberg (Ködnitz)
Mühlberg (oberfränkisch: Miel-bärch) ist ein Gemeindeteil der Gemeinde Ködnitz im Landkreis Kulmbach (Oberfranken, Bayern). Mühlberg liegt in der Gemarkung Kauerndorf.

## Geographie
Die Einöde liegt an der Mühlleite, einer Erhebung des Obermainischen Hügellandes. Ein Anliegerweg führt in Serpentinen ins Schorgasttal zur Bundesstraße 289 bei Kauerndorf  (0,6 km nordöstlich).

## Geschichte
Im Landbuch der Herrschaft Plassenberg von 1398 wurde ein Ort namens „Ewlenberg“ im Anschluss an „Forstleinsmule“ aufgelistet, das wahrscheinlich mit Mühlberg gleichzusetzen ist. Der erste sichere Beleg stammt von 1434 als „Mulberge“. Da mit Windmühlen kaum zu rechnen ist, nimmt der Ortsname wohl Bezug auf die in der Nähe gelegene Forstlasmühle.
Mühlberg gehörte zur Realgemeinde Kauerndorf. Gegen Ende des 18. Jahrhunderts bestand Mühlberg aus einem Anwesen. Das Hochgericht übte das bayreuthische Stadtvogteiamt Kulmbach aus. Das Kastenamt Kulmbach war Grundherr des Schafhofes.
Von 1797 bis 1810 unterstand der Ort dem Justiz- und Kammeramt Kulmbach. Mit dem Gemeindeedikt wurde Mühlberg dem 1811 gebildeten Steuerdistrikt Kauerndorf und der 1812 gebildeten gleichnamigen Ruralgemeinde zugewiesen. Am 1. April 1971 wurde Mühlberg im Zuge der Gebietsreform in Bayern nach Ködnitz eingegliedert.

### Baudenkmäler
- Haus Nr. 1: Wohnstallhaus

### Einwohnerentwicklung
| Jahr      | 001818 | 001861 | 001871 | 001885 | 001900 | 001925 | 001950 | 001961 | 001970 | 001987 |
| Einwohner | 19 *   | 21     | 27     | 27     | 20     | 16     | 16     | 14     | 12     | 8      |
| Häuser    | 4 *    |        |        | 4      | 3      | 2      | 2      | 2      |        | 2      |
| Quelle    | [ 8 ]  | [ 11 ] | [ 12 ] | [ 13 ] | [ 14 ] | [ 15 ] | [ 16 ] | [ 17 ] | [ 18 ] | [ 1 ]  |

## Religion
Mühlberg ist seit der Reformation evangelisch-lutherisch geprägt und nach St. Oswald (Untersteinach) gepfarrt.